# Вомбниці
Вомбниці (пол. Wąbnice) — село в Польщі, у гміні Крошниці Мілицького повіту Нижньосілезького воєводства.
Населення — 113 осіб (2011).
У 1975-1998 роках село належало до Вроцлавського воєводства.

## Демографія
Демографічна структура станом на 31 березня 2011 року:
|          | Загалом | Допрацездатний вік | Працездатний вік | Постпрацездатний вік |
| -------- | ------- | ------------------ | ---------------- | -------------------- |
| Чоловіки | 59      | 10                 | 45               | 4                    |
| Жінки    | 54      | 9                  | 35               | 10                   |
| Разом    | 113     | 19                 | 80               | 14                   |